# El último tranvía
El último tranvía es una revista musical con música de Gregorio García Segura, libreto de Manuel Baz e interpretación de Lina Morgan, estrenada el 29 de octubre de 1987 en el Teatro La Latina de Madrid y manteniéndose en cartel cuatro temporadas, hasta el 3 de febrero de 1991, con un total de 1.599 funciones. Fue emitida por TVE el 25 de septiembre de 1991. En 1988 se grabó un LP conteniendo los números musicales del espectáculo.

## Argumento
Remedios (Lina Morgan) fue abandonada aun niña por su padre y criada por su tía. Tras el fallecimiento de esta, hereda una gran fortuna y abandona su pueblo por la gran ciudad. Allí aspira a ser reconocida por Don José, su padre, y por supuesto a encontrar novio.

## Elenco
- Intérpretes:
- Lina Morgan...Remedios
- Pedro Peña (1987-1990) / Ángel Terrón (1990-1991)	... Don Andrés
- Jenny Llada (1987-1990) / Paloma Rodríguez (1990-1991) ...	Dionisia
- Tito Medrano	...José
- Amelia Aparicio	...Begoña
- Ricardo Valle (1987-1990) / Manuel Brun	(1990-1991) ...	Carlos
- Berto Navarro	...	Rodrigo
- Paloma Rodríguez (1987-1990) / Eva Sancho (1990-1991)	...	Marta
- Celso Pellón	...Javier
- Eva Sancho (1987-1990) / Silvia Espigado	(1990-1991) ...	Berta

- Dirección: Víctor Andrés Catena
- Coreografía:  Aitor Tenorio.
- Escenografía: Wolfgang Bruman.
- Figurines: José Miguel Ligero.

## Números Musicales
- Solos en la ciudad
- Gracias por venir
- Juego de amor
- La otra Carmen
- El último tranvía
- Dioses del mar
- Desafío en mambo
- Mi tango
- Ay, mi Madrid
- Apoteosis final.